# Peder Gram

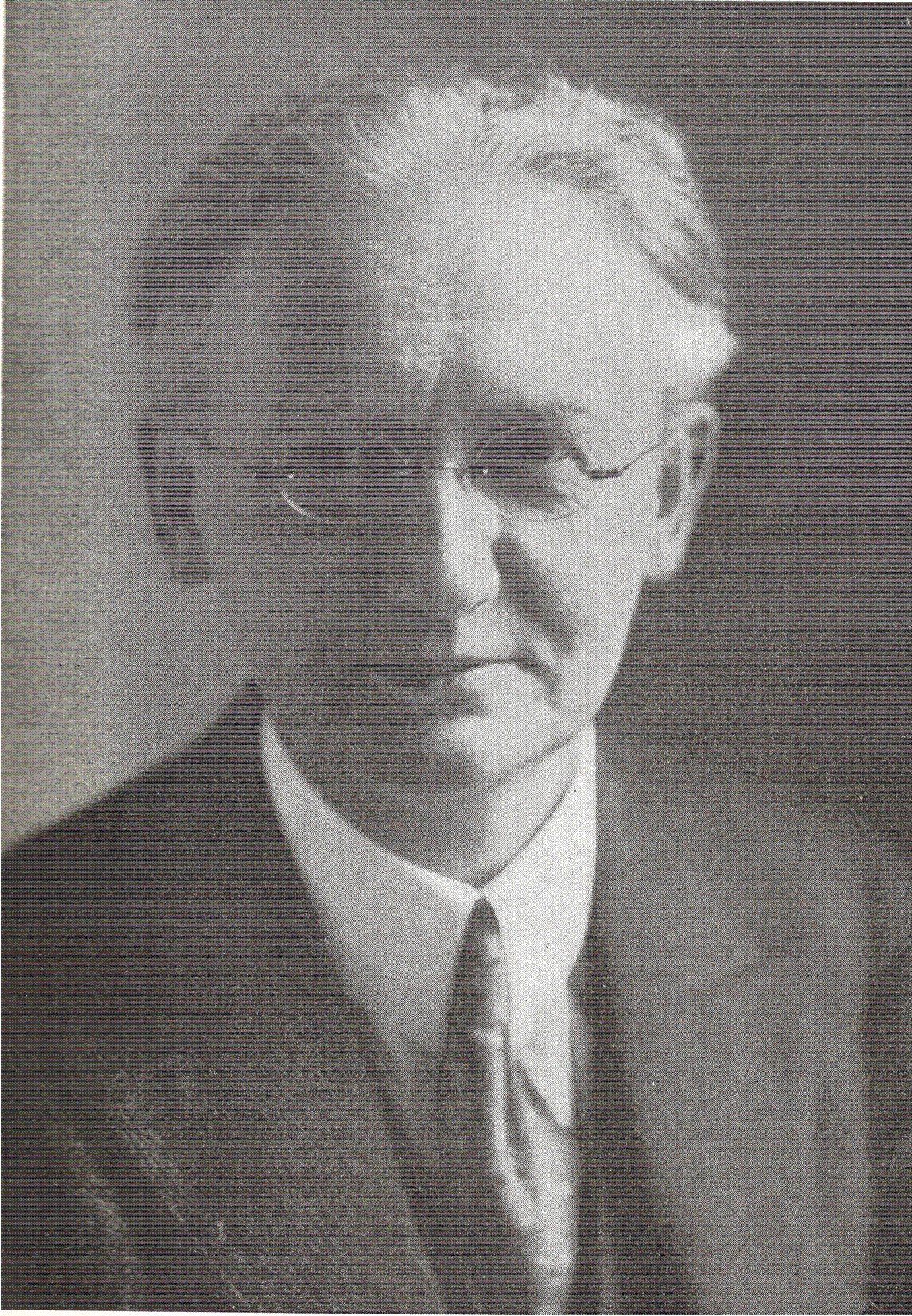
Peder Gram

Peter Jørgensen Gram (Kopenhagen, 25 november 1881 — aldaar, 4 februari 1956) was een Deens componist, pianist, dirigent en bestuurder van allerlei instanties die zich bezighielden met muziek in het begin van de 20e eeuw.

## Leven
Gram werd geboren als zoon van een verzekeringsactuaris en -wiskundige. Na zijn opleiding ging hij studeren aan de Technische Universiteit van Kopenhagen (toen Polyteknisk Lærenstalt). Als snel verruilde hij deze opleiding voor een opleiding in de richting van muziek; te beginnen bij de organist van de Christianborg Paleis Kapel, Hermann Kallenbach. Zoals vele componisten in spe vertrok hij voor een verdere muzikale opleiding naar Leipzig (Conservatorium 1904). Daar kreeg hij tot 1907 lessen van Karl Wending (piano), Stephan Krehl (compositie) en Arthur Nikisch (dirigeren). Al tijdens zijn studie kreeg hij een prijs voor zijn 1e Strijkkwartet. Na zijn tijd in Leipzig studeerde hij nog 6 maanden in Dresden en toen keerde hij terug naar Kopenhagen.
Hij stortte zich toen volledig in de muziekwereld, gaf les op gebied van compositie en muziektheorie, organiseerde concerten van 1908-1913. Hij leidde diverse leerlingen op, waaronder Knudåge Riisager en John Fernström. In 1912 ontving hij een beurs waarop hij een uitgebreide reis ondernam naar Duitsland en Oostenrijk en zelfs Parijs; een van de centra op het gebied van de ontwikkelingen in de muziek toen. In 1914 stond hij zelfs voor het Berliner Philharmoniker voor de première van zijn 1e symfonie. Na de Eerste Wereldoorlog nam hij een eerste belangrijke dirigeerfunctie, die van het Dansk Koncert-Forening, een vereniging ter bevordering van moderne muziek in Denemarken. Hij volgde daar Louis Glass op. Hij bleef bij die instantie tot de opheffing midden jaren 30 van de 20e eeuw.
Daarna bekleedde hij talloze functies binnen de muziekwereld:
- 1919-1924: Deense Componisten Bond;
- 1925-1929: Kunstcomité voor de Olympische Spelen in Denemarken;
- 1931-1938: Muziekuitgeverijen van Denemarken;
- 1930-1937: Muziekrechten van Denemarken (KODA);
- 1931-1932; 1935-1936: Rechten van Componisten in de Noordse Landen;
- 1931-1937: voorzitter van de Deense Vereniging van Musici.

Na al deze functie trad hij aan als Hoofd Muziek van de Deense Omroep; wellicht zijn belangrijkste functie. Ook in die hoedanigheid promootte hij nieuwe (Deense) muziek, voor zover hij dacht dat het algemene publiek daar aan toe was. Onder zijn leiding groeide het Deens Radio Symfonieorkest (dat verbonden is aan Danmarks Radio) uit tot een toonaangevend orkest binnen de regio. In 1951 ging hij daar met pensioen.

## Componist
Al die werkzaamheden hebben zijn carrière als componist danig in de weg gezeten. In zijn gehele leven kwam hij niet verder dan een stuk of 40 composities. Daarbij had hij last van wat zo velen ondervonden in die tijd: In het begin werd men te vooruitstrevend genoemd; dan een korte periode was men populair en daarna was men als snel ouderwets. De muzikale ontwikkelingen gingen destijds zo snel, dat van jaar tot jaar wijzigingen optraden binnen stromingen in de klassieke muziek. Zie daarvoor de ontwikkelingen die Claude Debussy, Igor Stravinsky en anderen teweegbrachten. Als men toen niet in het centrum van ontwikkeling was, en dat was Denemarken toen zeker niet, liep men als componist al snel achter de feiten aan. Zijn muziek is dus laat-romantiek, wel aangeraakt door die typische helderheid van de noordse muziek.

## Auteur
Tussen al die werkzaamheden door heeft Gram ook nog boeken over muziek geschreven:
- Musikkens Formlaere i Grundtrack (schets van muziekvormen) (1916);
- Moderne Musik (1934);
- Analytisk Harmonielare (1940).

## Bron
- Uitgave van Dacapo, die een serie uitgeeft met zijn orkestmuziek.
- Deense Wikipedia voor oeuvre.

## Oeuvre
- opus 1 Drie Liederen (1901-1904);
- opus 2 Romance voor orkest;
- opus 3 Strijkkwartet nr. 1 (1907)
- opus 4 Drie Liederen (1906)
- opus 5 Romance voor orkest (1914)
- opus 6 Pianotrio (1910)
- opus 7 Symfonische fantasie voor orkest (1909)
- opus 8 Bagatellen voor piano
- opus 8a Romance voor piano
- opus 9 Lyrische Gedicht voor orkest (1911)
- opus 10 Feestouverture
- opus 11 Vier Liederen (1911)
- opus 12 Symfonie nr. 1 (1914)
- opus 13 Introductie en fuga voor piano
- opus 14 Pianosonate (1913)
- opus 15 Variaties op een theme van Weyse (piano 1915)
- opus 16 Avalon voor sopraan en orkest (1916)
- opus 17 Drie Liederen voor mannenkoor;
- opus 18 ????
- opus 19 Canzonetta voor viool en piano;
- opus 20 Vioolconcert (1920)
- opus 21 Ouverture in C-dur voor orkest (1921)
- opus 22 Min Ungdoms Drøm (voor tenor en orkest/piano)
- opus 23 Drie Zweedse Gedichten voor dameskoor (1922)
- opus 24 Marionettenmuziek voor orkest
- opus 25 Symfonie nr. 2 (1926)
- opus 26 Serenade voor strijkkwartet op basis van twee Canadese volksliedjes (1927) (waarschijnlijk Strijkkwartet nr. 2);
- opus 27 Proloog voor een toneelstuk van Shakespeare voor orkest (1928)
- opus 28 ????
- opus 29 Pastorale en Capriccio (voor hobo en piano)
- opus 30 Strijkkwartet nr. 3
- opus 31 Blaaskwintet (1943)
- opus 32 balletsuite (1945)
- opus 33 ????
- opus 34 ????
- opus 35 Symfonie nr. 3 (1955)
- Melodie (voor klarinet, viool, cello en piano)
- Narkos (kinderkoor)
- Sommarljuset
- Sommer
- To nye Julesange (1932)
- Arabeske (piano)

- Bibsys: 9049006
- Bibliothèque nationale de France: cb148057069 (data)
- CiNii: DA16668532
- Gemeinsame Normdatei: 1219482854
- International Standard Name Identifier: 0000 0000 4312 109X
- Library of Congress Control Number: no88003938
- Nationale Bibliotheek van Letland: 000164014
- MusicBrainz: 327e845c-f01e-452f-870e-52a1ff65397a
- Nederlandse Thesaurus van Auteursnamen: 254061702
- Virtual International Authority File: 22563176
- WorldCat: E39PBJgtbmcXHfFfjWp9ywTj4q